# Himmelreich György
Himmelreich György (1583–1637) pannonhalmi főapát.

## Élete
Körmöcbányai szász polgárcsaládból származott, akinek apja Himmelreich Tibor az uralkodóház szolgálatába állt és a Magyar Kancellária titkáraként dolgozott Prágában, Rudolf császár udvarában. A jómódú család gyermekeként Himmelreich György középiskolai tanulmányait Bécsben végezte, majd bölcseletet tanult Prágában, a jezsuitáknál. 1596-ban papi pályára lépett, majd családi kapcsolatainak köszönhetően megkapta a pozsonyi Szent László kápolna javadalmait, majd zágrábi kanonok és pápóci prépost lett. Ezen állások jövedelmeiből fedezte teológiai tanulmányait Rómában, ahol a Collegium Germanicum Hungaricum növendéke volt. 1606-ban szentelték pappá, és a Pannonhalmi Főapátság kommendátora, vagyis kormányzó apátja lett. A végvárként működő székhelyét nem foglalhatta el, lakását Győrben tartotta. Aktívan részt vett a politikai életben és több zsinaton is képviseltette magát. Módszeresen gyűjti apátsága szétszóródott könyveit és kegytárgyait, és tervszerűen készül a közösségi élet újraindítására és maga is be kívánt lépni a bencés rendbe.